# Kugelblitz
El Flakpanzer IV Kugelblitz («rayo globular» en alemán) fue un cañón antiaéreo autopropulsado desarrollado durante la Segunda Guerra Mundial, que se encontraba todavía en fase de prototipo cuando finalizó la guerra. A diferencia de anteriores cañones antiaéreos autopropulsados, este tenía una torreta completamente cerrada.

## Desarrollo
La necesidad de un cañón antiaéreo autopropulsado, capaz de mantener el ritmo de las divisiones blindadas, se convirtió cada vez en algo más urgente para las fuerzas armadas alemanas, porque a partir de 1943 la Luftwaffe tenía cada vez menos capacidad para protegerlas de los aviones de ataque a tierra y bombarderos enemigos.
Por tanto, fueron construidos una multitud de tanques con cañones antiaéreos tanto improvisados como diseñados especialmente. Muchos de los chasis se basaban en el del Panzer IV, se comenzó con el Flakpanzer IV «Möbelwagen», más tarde el «Wirbelwind», después el «Ostwind» y finalmente el «Kugelblitz», que fue el último desarrollo del Flakpanzer IV.
La primera propuesta del Kugelblitz preveía montar en el chasis del Panzer IV una modificación de las torretas antiaéreas que poseían los U-Boote (submarinos), que eran armados con dos cañones automáticos MK 303 Brunn de 30 mm, una configuración conocida como DoppelFlak (Flak doble). Sin embargo se abandonó, ya que el desempeño del MK 303 no era el esperado y toda la producción de esta arma se reservó para la Kriegsmarine.
En lugar de ello, fueron usados los cañones dobles Zwillingsflak 103/38 (Flak gemelo) de 30 mm, que también se habían instalado a bordo de aviones tales como el Henschel Hs 129 y el Dornier Do 335. La cadencia de los cañones gemelos de 30 mm era de 450 disparos/minuto.
El Kugelblitz tenía el chasis y la estructura base del tanque Panzer IV, en el que fue montado una torreta de nuevo diseño. Esta torreta era completamente cerrada, con elevada protección, y a su vez podía girar 360 grados.

## Servicio
El Kugelblitz aún no estaba completamente acabado pero fueron construidos unos cuantos modelos, no se sabe con exactitud la cantidad. Tampoco está claro lo que le sucedió a los pocos Kugelblitz que fueron construidos. Algunas fuentes dicen que terminaron siendo utilizados en la Batalla de Berlín.
Otro Kugelblitz estuvo involucrado en la lucha cerca de la aldea de Spichra, donde fue destruido y permaneció enterrado en la colina Spatenberg hasta ser excavado en 1999.

## Supervivientes
Hoy, una torreta de Kugelblitz completa se exhibe en la Lehrsammlung der Heeresflugabwehrschule (Colección de la Escuela antiaérea del Ejército alemán), Rendsburg. También existe un chasis de Kugelblitz incompleto (sin la torreta), pero está en una colección privada.

### Desarrollos relacionados
Desarrollo del Flakpanzer IV:
- Möbelwagen
- Wirbelwind
- Ostwind
- Kugelblitz